# Tablette (militaire)
Pour les articles homonymes, voir Tablette.
 (mars 2025).
Si vous disposez d'ouvrages ou d'articles de référence ou si vous connaissez des sites web de qualité traitant du thème abordé ici, merci de compléter l'article en donnant les références utiles à sa vérifiabilité et en les liant à la section « Notes et références ».
 (mars 2025).
Dans les fortifications, la tablette est une pierre plate formant saillie sur le parement extérieur de la muraille de l'escarpe et de la contrescarpe si elle est revêtue, pour protéger celle-ci du ruissellement des eaux.
Sous la tablette se trouve le cordon.